# Sega Master System
Sega Master System (Sega Video Game System) – 8-bitowa konsola gier wideo wydana przez japońskie przedsiębiorstwo Sega w 1985 roku w Japonii i w 1992 roku w Polsce. 

## Historia
Sega Master System została wprowadzona na rynek jako przerobiona wersja Sega SG-1000 Mark III, która z kolei była następcą SG-1000 Mark I i SG-1000 Mark II. W Japonii Mark III oficjalnie weszła na rynek 20 października 1985, maskotką systemu był Alex Kidd. W Stanach Zjednoczonych pojawiła się w czerwcu 1986, rok po wejściu na rynek konsoli Nintendo Entertainment System. Przez kolejny rok była wprowadzona do krajów europejskich.
Pomimo że SMS była konsolą bardziej zaawansowaną technicznie niż NES, nie udało jej się zdobyć takiej samej popularności. Spowodowane to było przede wszystkim późniejszym debiutem SMS, większą liczbą gier dostępnych na NES i restrykcjami nałożonymi przez Segę na producentów gier na SMS. W ciągu czterech pierwszych miesięcy sprzedano zaledwie 125 000 konsoli Segi. Dla porównania: w tym samym czasie sprzedano ponad 2 000 000 egzemplarzy Nintendo.
W 1988 Sega zdecydowała się wycofać z rynku amerykańskiego, sprzedając prawa do dystrybucji SMS firmie Tonka. Mimo to, dwa lata później – kiedy okazało się, że ich nowe konsole Sega Mega Drive/Sega Genesis sprzedają się nieźle – Sega odkupiła prawa do SMS, która po drobnych zmianach weszła do sprzedaży jako Sega Master System II. Nie odniosła ona jednak tak dużego sukcesu, jak spodziewali się jej twórcy.
Sprzedaży i produkcji SMS i SMS II zaprzestano w 1992, jednak w Europie SMS cieszył się większą popularnością, w niektórych krajach Sega sprzedawała tę konsolę aż do 1996, kiedy to została ona wycofana na rzecz nowego produktu – Sega Saturn. 

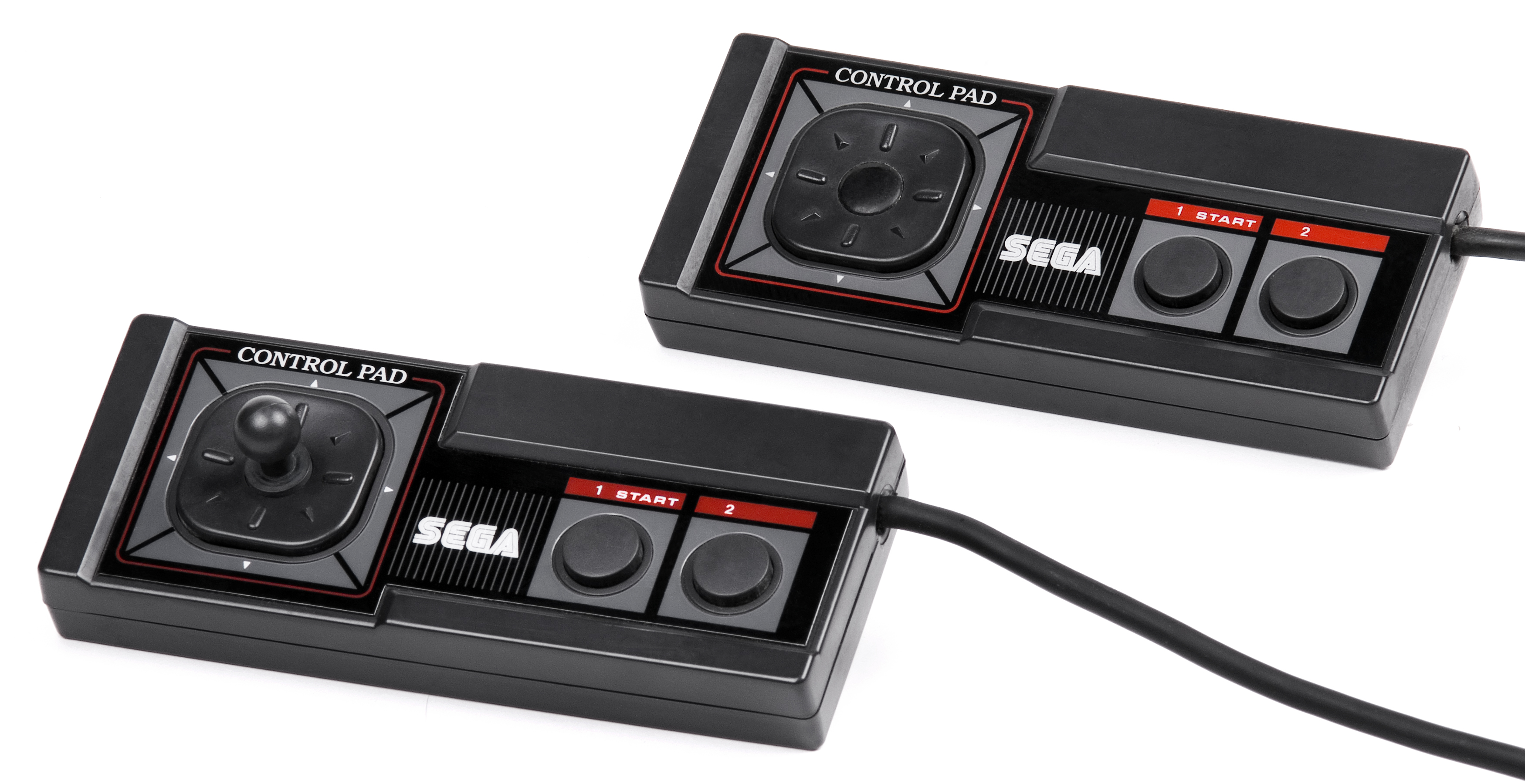
Kontrolery do konsoli Sega Master System. Są wyposażone w m.in. ośmiokierunkowy d-pad.

W Polsce, konsola zadebiutowała 5 lat po europejskiej premierze a sprzęt oficjalnie dostarczało przedsiębiorstwo Nissho Iwai Corporation Warszawa przez paru innych poddystrybutorów. Podstawowy zestaw wraz z dwoma kontrolerami i jedną wbudowaną grą był dwa razy tańszy od 16-bitowej Segi. Pod koniec swojego istnienia, gry był sprzedawane po bardzo niskich cenach wraz z darmowym Power Base Converter - urządzeniem pozwalającym na uruchamianie 8-bitowych gier na Mega Drive. Wszystko za sprawą przedsiębiorstwa Bobmark International, które w 1996 roku przejęło od Nissho Iwai obowiązki dystrybutora. 

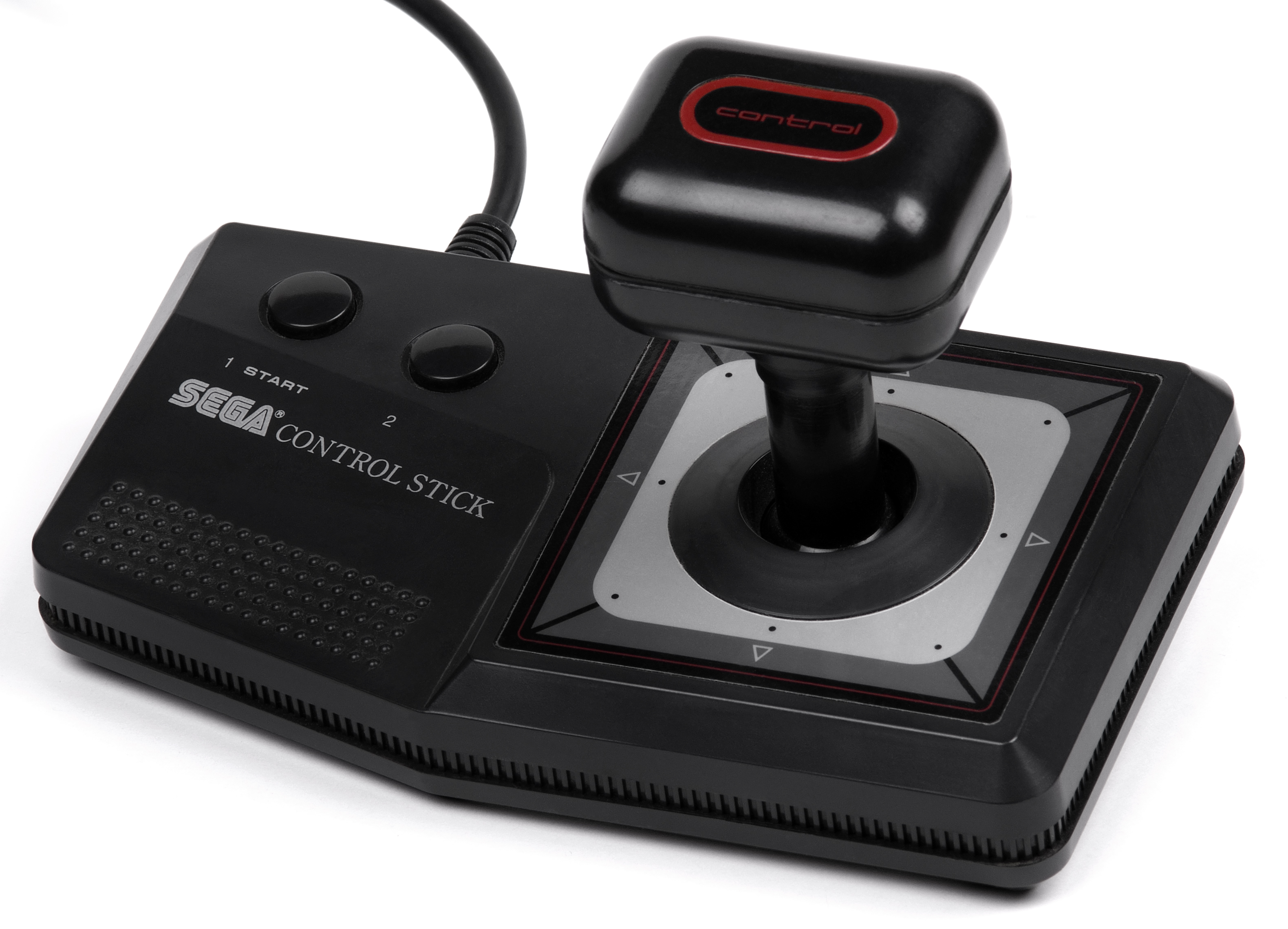
Dżojstik do konsoli Sega Master System (Control Stick).

Największy sukces komercyjny odniosła Sega w Brazylii, gdzie sprzedawano nie tylko SMS i SMS II, ale także SMS III, a nawet "półprzenośny" system SMS VI. Część gier została przetłumaczona na język portugalski. Różne wersje SMS są nadal produkowane i sprzedawane w tym kraju, a najnowsza z nich to Master System III Collection – dostępna jest w dwóch wersjach, w jednej z nich w pamięci ROM wbudowane są 74 gry, a w drugiej aż 105 gier. 

## Dane techniczne
- Procesor: 8-bitowy Zilog Z80, 3 546 893 Hz PAL/SECAM, 3 579 545 Hz NTSC
- Grafika: Video Display Processor bazowany na układzie Texas Instruments TMS9918:
  - 32 kolory z palety 64
  - Rozdzielczość – 256x192 i 256x224, w wersji PAL/SECAM także 256x240
- Dźwięk: Texas Instruments SN76489
  - Trzykanałowy, monofoniczny generator dźwięku z zakresem 6,5 oktawy
  - Jeden generator białego szumu
- ROM: 64 kbit (8 kB) do 2048 kbit (256 kB) w zależności od gry
- RAM: 64 kbit (8 kB)
- Video RAM: 128 kbit (16 kB)